# Phlegmariurus robustus
Phlegmariurus robustus är en lummerväxtart som först beskrevs av Kl., och fick sitt nu gällande namn av B. Øllg. Phlegmariurus robustus ingår i släktet Phlegmariurus och familjen lummerväxter. Inga underarter finns listade i Catalogue of Life.